# Waleri Wassiljewitsch Koslow

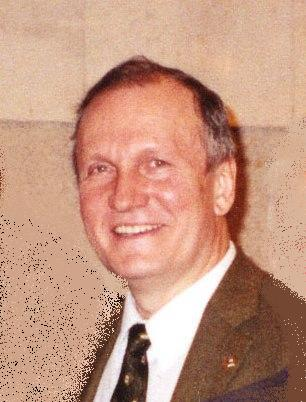
Waleri Koslow

Waleri Wassiljewitsch Koslow, russisch Валерий Васильевич Козлов, englische Transkription Valery Vasilevich Kozlov, (* 1. Januar 1950 in der Oblast Rjasan) ist ein russischer Mathematiker und Mechanik-Experte.
Koslow studierte ab 1967 an der Lomonossow-Universität mit dem Abschluss 1972 und der Promotion 1974 bei Andrei Kolmogorow (Dissertation: Qualitative Analyse der Bewegung eines starren Körpers in integrablen Fällen). Danach war er Dozent und Assistent an der Lomonossow-Universität, habilitierte sich 1978 (russischer Doktortitel) mit der Habilitationsschrift Über die Probleme der qualitativen Analyse der Dynamik starrer Körper und wurde 1983 Professor für theoretische Mechanik. 2002 wurde er Leiter der Abteilung mathematische Statistik und Zufallsprozesse an der Lomonossow-Universität. 2003 wurde er Leiter der Abteilung Mechanik am Steklow-Institut und 2004 dessen stellvertretender Direktor.
1980 bis 1987 war er stellvertretender Dekan für Wissenschaft und Forschung der Mekhmat (Mathematik und Mechanik) Fakultät der Lomonossow-Universität und
1997 bis 2001 war er stellvertretender Minister für Bildung der Russischen Föderation.
Koslow befasst sich mit theoretischer und statistischer Mechanik und damit verbundener mathematischer Gebiete wie qualitativer Theorie der Differentialgleichungen und topologische Überlegungen zu Frage der Integrierbarkeit dynamischer Systeme. 1979 bewies er, dass für Flächen M mit Genus größer als 1 (also topologisch keine Sphären oder Tori) der geodätische Fluss (und allgemeiner Lösungen von Hamiltongleichungen  auf dem zugehörigen Tangentialbündel von M) keine reell-analytischen ersten Integrale außer der Energie besitzt.
Er ist Mitglied der Russischen Akademie der Wissenschaften (seit 1997 korrespondierendes, seit 2000 volles Mitglied), seit 2001 deren Vizepräsident und war während einiger Monate in 2017 deren Präsident.
Er ist außerdem Mitglied der Serbischen Akademie der Wissenschaften und der Europäischen Akademie der Wissenschaften und Künste.
Koslow war Gründer und Hauptherausgeber der Zeitschrift Regular and Chaotic Dynamics.
2007 erhielt er die Leonhard-Euler-Goldmedaille der Russischen Akademie der Wissenschaften und 2018 deren Demidow-Preis, 2009 den Gili-Agostinelli Preis der Turiner Akademie der Wissenschaften, 2000 den Sophie Kowalewskaja Preis der Russischen Akademie der Wissenschaften und 1988 deren S. A. Tschaplygin-Preis und 1994 den Staatspreis der Russischen Föderation.

## Schriften
- mit Wladimir Arnold, Anatoli Isserowitsch Neischtadt: Dynamical Systems III: Mathematical Aspects of Classical and Celestial Mechanics, Encyclopedia of Mathematical Sciences, Springer 2006 (zuerst 1987)
- Symmetries, topology and resonances in Hamiltonian mechanics, Ergebnisse der Mathematik und ihrer Grenzgebiete, Springer 1996
- mit Dmitri Walerjewitsch Treschtschow: Billiards: a genetic introduction to the dynamics of systems with impacts, American Mathematical Society 1991
- Integrability and non-integrability in Hamiltonian mechanics, Russian Mathematical Surveys, Band 38, 1983, S. 1–76
- Topological obstructions to the integrability of natural mechanical systems, Doklady Akad. Nauka SSSR, Band 249, 1979, S. 1299–1302 (englisch Sov. Math. Doklady, Band 20, 1979, S. 1413–1415)
- Calculus of variations in the large and classical mechanics, Russian Mathematical Surveys, Band 40, 1985, Heft 2
- mit Alexander Harin: Kepler’s problem in constant curvature spaces, Celestial Mechanics and Dynamical Astronomy, Band 54, 1992, S. 393–399
- mit Yuri Fedorov: Various aspects of n-dimensional rigid body dynamics, Translations of the American Mathematical Society, Band 168, 1995, S. 141–172